# Sheykh Mīrī-ye Kalhor
Sheykh Mīrī-ye Kalhor (persiska: شيخ ميری كلهر) är en ort i Iran.   Den ligger i provinsen Lorestan, i den nordvästra delen av landet, 300 km sydväst om huvudstaden Teheran. Sheykh Mīrī-ye Kalhor ligger 1 724 meter över havet och antalet invånare är 215.
Terrängen runt Sheykh Mīrī-ye Kalhor är varierad. Runt Sheykh Mīrī-ye Kalhor är det tätbefolkat, med 257 invånare per kvadratkilometer. Närmaste större samhälle är Borujerd, 7,6 km sydost om Sheykh Mīrī-ye Kalhor. Trakten runt Sheykh Mīrī-ye Kalhor består till största delen av jordbruksmark.